# Elliott Abrams
Elliott Abrams (sinh ngày 24 tháng 1 năm 1948) là một nhà ngoại giao, luật sư và nhà khoa học chính trị người Mỹ, từng phục vụ trong các vị trí chính sách đối ngoại cho các Tổng thống Ronald Reagan và George W. Bush. Abrams đã bị kết án vì giữ kín thông tin từ Quốc hội về vụ bê bối Iran-Contra khi đang phục vụ dưới thời Reagan, nhưng đã được Tổng thống George H. W. Bush ân xá. Ông hiện là thành viên cao cấp cho nghiên cứu Trung Đông tại Hội đồng Quan hệ đối ngoại. Vào ngày 25 tháng 1 năm 2019, ông được bổ nhiệm làm Đặc phái viên tại Venezuela. 
Trong thời chính quyền Reagan, Abrams nổi tiếng vì liên quan đến các quyết định chính sách đối ngoại gây tranh cãi liên quan đến Nicaragua và El Salvador. Trong nhiệm kỳ đầu tiên của George W. Bush, ông là Trợ lý đặc biệt cho Tổng thống và Giám đốc cấp cao trong Hội đồng An ninh Quốc gia về các vấn đề Cận Đông và Bắc Phi. Khi bắt đầu nhiệm kỳ thứ hai của Bush, Abrams được đề bạt làm Phó Cố vấn An ninh Quốc gia cho Chiến lược Dân chủ Toàn cầu, phụ trách thúc đẩy chiến lược của Bush trong việc thúc đẩy dân chủ ở nước ngoài. Việc bổ nhiệm ông Bush đã gây tranh cãi do bị kết án vào năm 1991 về hai tội danh khinh miệt thông tin bị giữ lại bất hợp pháp từ Quốc hội trong cuộc điều tra vụ Iran Contra.